# 哈卡皮克灣
64°31′S 62°55′W / 64.517°S 62.917°W
哈卡皮克灣（英語：Hackapike Bay）是南極洲的海灣，位於帕默群島中昂韋爾島東北岸，處於里斯維克角西北面6公里，該海灣現時由南極條約體系管理。